# Педро Санчес
Педро Санчес Перес-Кастехон (ісп. Pedro Sánchez Pérez-Castejón; нар. 29 лютого 1972, Мадрид) — іспанський економіст і політик, Генеральний секретар Іспанської соціалістичної робітничої партії (ІСРП) з 26 липня 2014 року по 1 жовтня 2016 та з 17 червня 2017. Голова уряду Іспанії з 2 червня 2018.

## Життєпис
У 1995 році отримав ступінь бакалавра з економіки в Мадридському університеті, пізніше продовжив навчання у IESE Business School і Брюссельському вільному університеті. У 2012 отримав ступінь доктора в Університеті Каміло Хосе Села.
Почав політичну діяльність у рамках Молодіжної організації ІСРП. Він працював політичним консультантом у Європейському парламенті, в офісі Верховного представника ООН щодо Боснії і Герцеговини та управлінні партії. З 2004 по 2009 входив до міської ради Мадрида. У 2008 році він став лектором з економіки в Університеті Каміло Хосе Села. Згодом він був обраний членом Конгресу депутатів, нижньої палати Генеральних кортесів.

## На чолі уряду
1 червня 2018 року в парламенті відбулося голосування про долю чинного прем'єр-міністра Маріано Рахой, чия партія виявилася замішана в корупційному скандалі: 180 депутатів висловилися за вотум недовіри, 169 — проти, при одному що утримався Після цього король Іспанії Філіп VI вніс пропозицію про нового голову уряду Педро Санчеса, який і обійняв цю посаду.
Йдучи у відставку, Маріано Рахой дав новому Кабінету міністрів звучне ім'я: «уряд Франкенштейна» (так як з ідеологічної точки зору різні за прагненнями парламентські фракції об'єднує тільки загальна нелюбов до правлячої довгі роки Народної партії) і передбачив Іспанії період економічної нестабільності.

## Зовнішня політика

### Афганістан
Після захопленню Афганістану талібами запропонував представити Іспанію як центр для афганців, які співпрацюють з Європейським Союзом, які пізніше будуть розселені у різних країнах.

### Україна
21 квітня 2022 року відвідав Київ, щоб висловити підтримку Іспанії українському уряду.

### Ізраїль
Спочатку засудив атаку ХАМАСу на Ізраїль в жовтні 2023 року, але потім також засудив антитерористичну операцію Ізраїлю в Секторі Гази, звинуваючуючи ізраїльтян в військових злочинах та геноциді. Пообіцяв «працювати в Європі та Іспанії над визнанням палестинської держави».
6 червня 2024 року Іспанія приєдналася до "справи про геноцид" Південної Африки проти Ізраїлю.

### Балкани
У серпні 2022 року під час свого державного візиту до Сербії Санчес підтвердив невизнання Іспанією незалежності Косова.

## Особисте життя
Одружений, має двох доньок.

## Нагороди
- Орден князя Ярослава Мудрого I ст. (Україна, 28 грудня 2023) — за вагомий особистий внесок у зміцнення міждержавного співробітництва, підтримку державного суверенітету та територіальної цілісності України, популяризацію Української держави у світі[15]

## Галерея

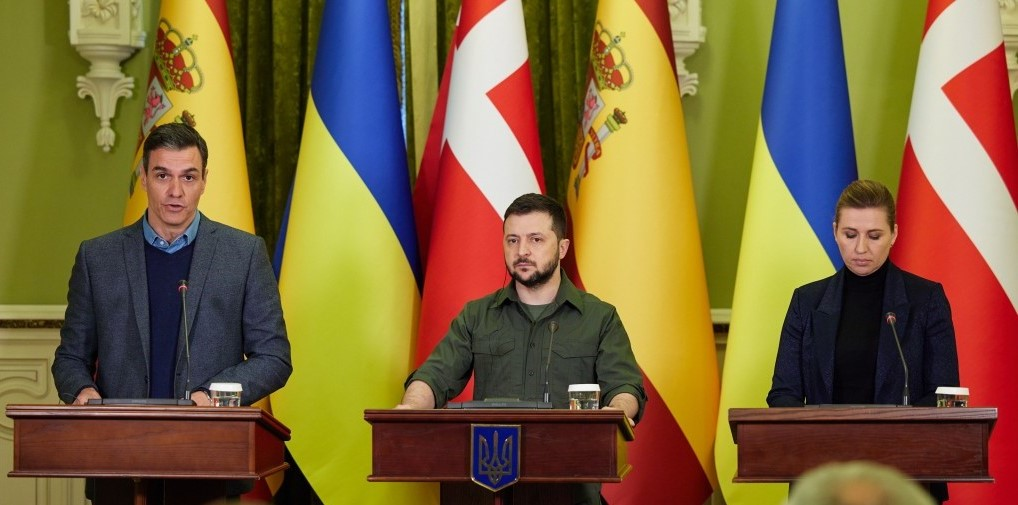
Зліва направо: Педро Санчес, Володимир Зеленський, Метте Фредеріксен (Київ, 21 квітня 2022).
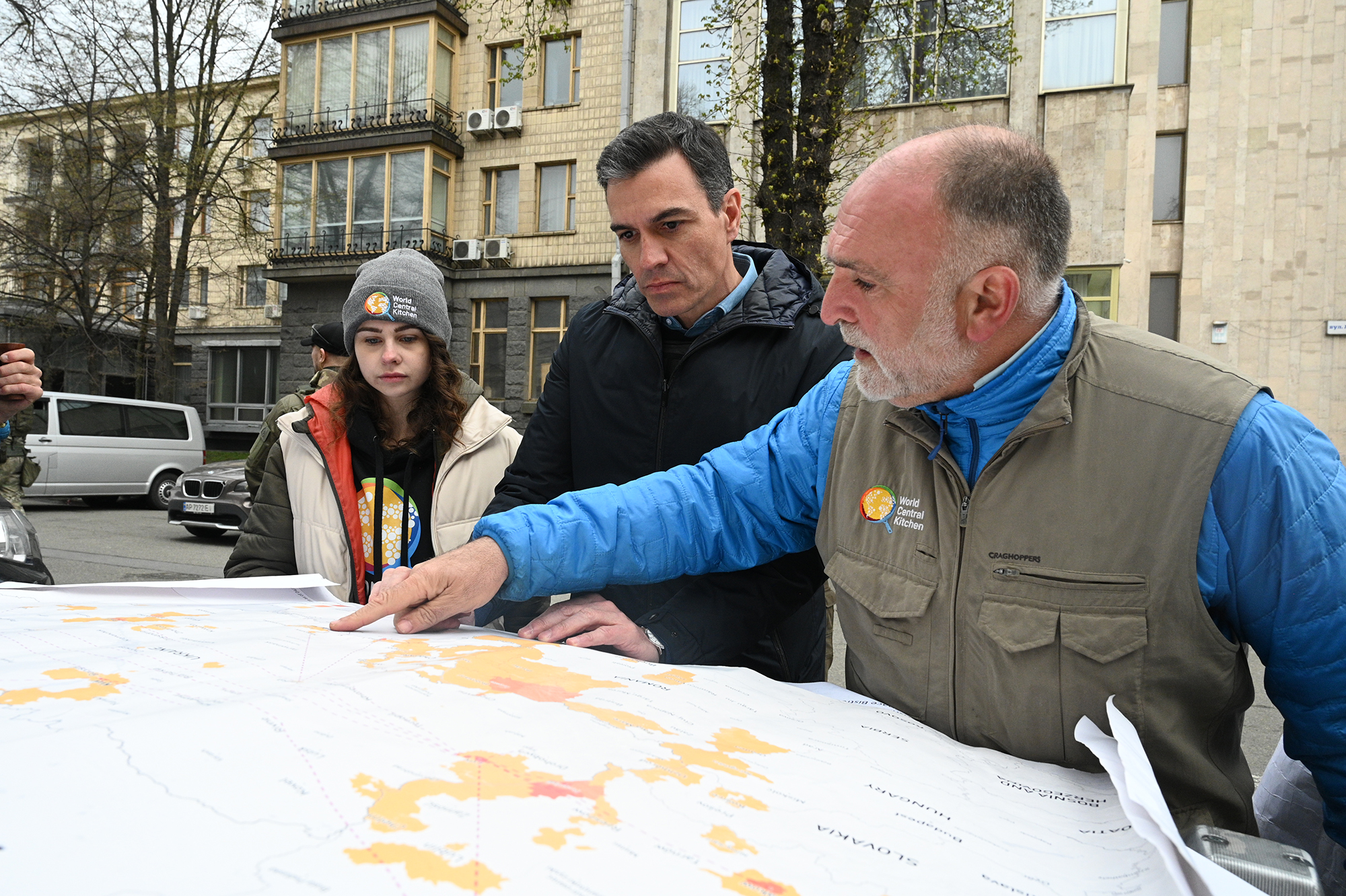
Санчес (в центрі) з головою World Central Kitchen Хосе Андресом (Київ; 21 квітня 2022).
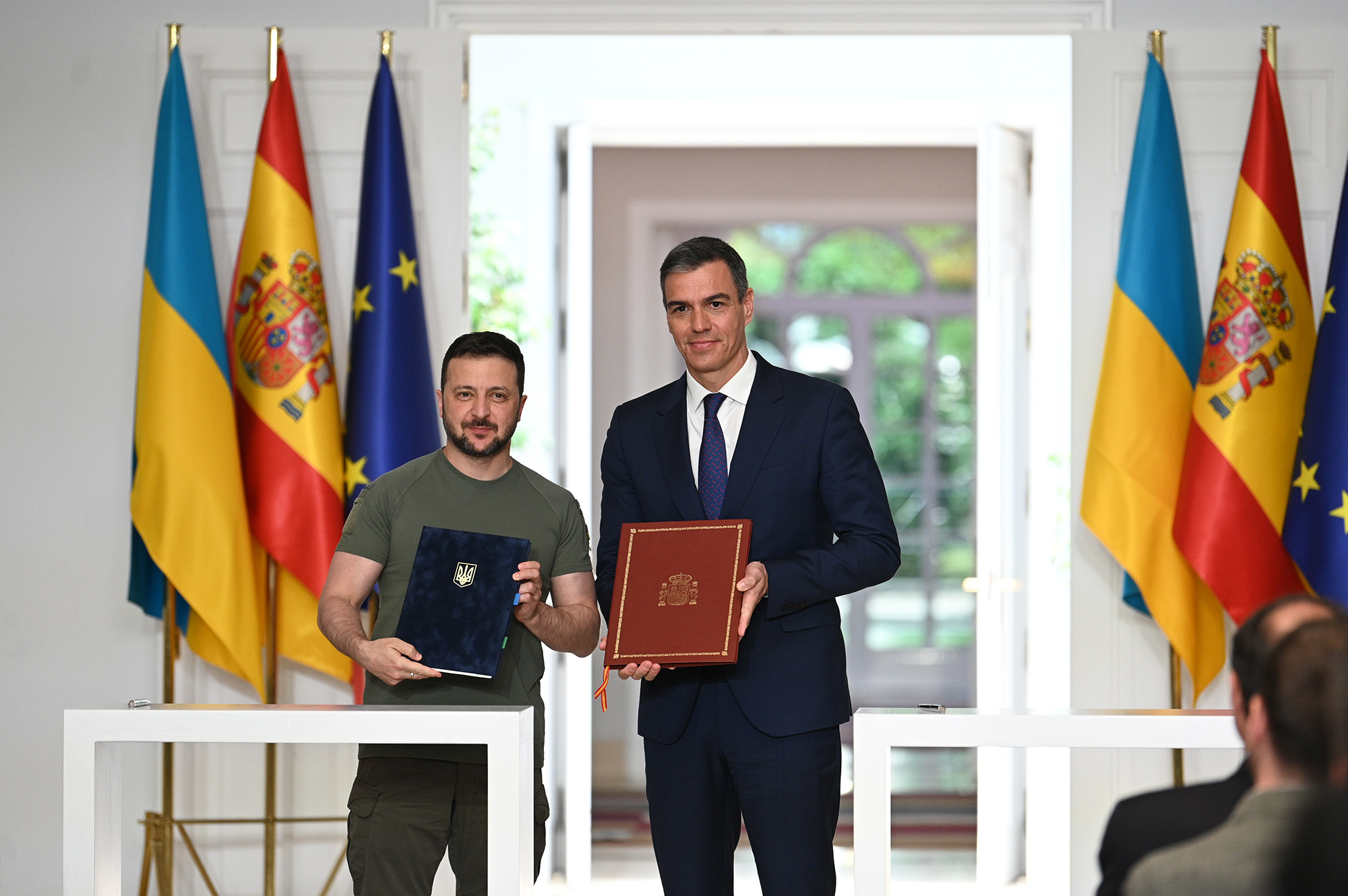
Володимир Зеленський та Санчес під час підписання угоди про безпеку (Мадрид; 27 травня 2024).